# كالوم جاكسون
كالوم جاكسون (7 سبتمبر 1994 في المملكة المتحدة - ) (بالإنجليزية: Callum Jackson)‏ هو لاعب كريكت بريطاني. لعب مع Kent County Cricket Club ‏ ونادي مقاطعة ساسكس للكركيت ‏.

## وصلات خارجية
- كالوم جاكسون على موقع إي آس بي آن كريك إنفو (الإنجليزية)